# 4052 Crovisier
4052 Crovisier eller 1981 DP2 är en asteroid i huvudbältet som upptäcktes den 28 februari 1981 av den amerikanska astronomen Schelte J. Bus vid Siding Spring-observatoriet. Den är uppkallad efter den franske astronomen Jacques Crovisier.
Asteroiden har en diameter på ungefär 13 kilometer och den tillhör asteroidgruppen Eos.